# Literatura słoweńska

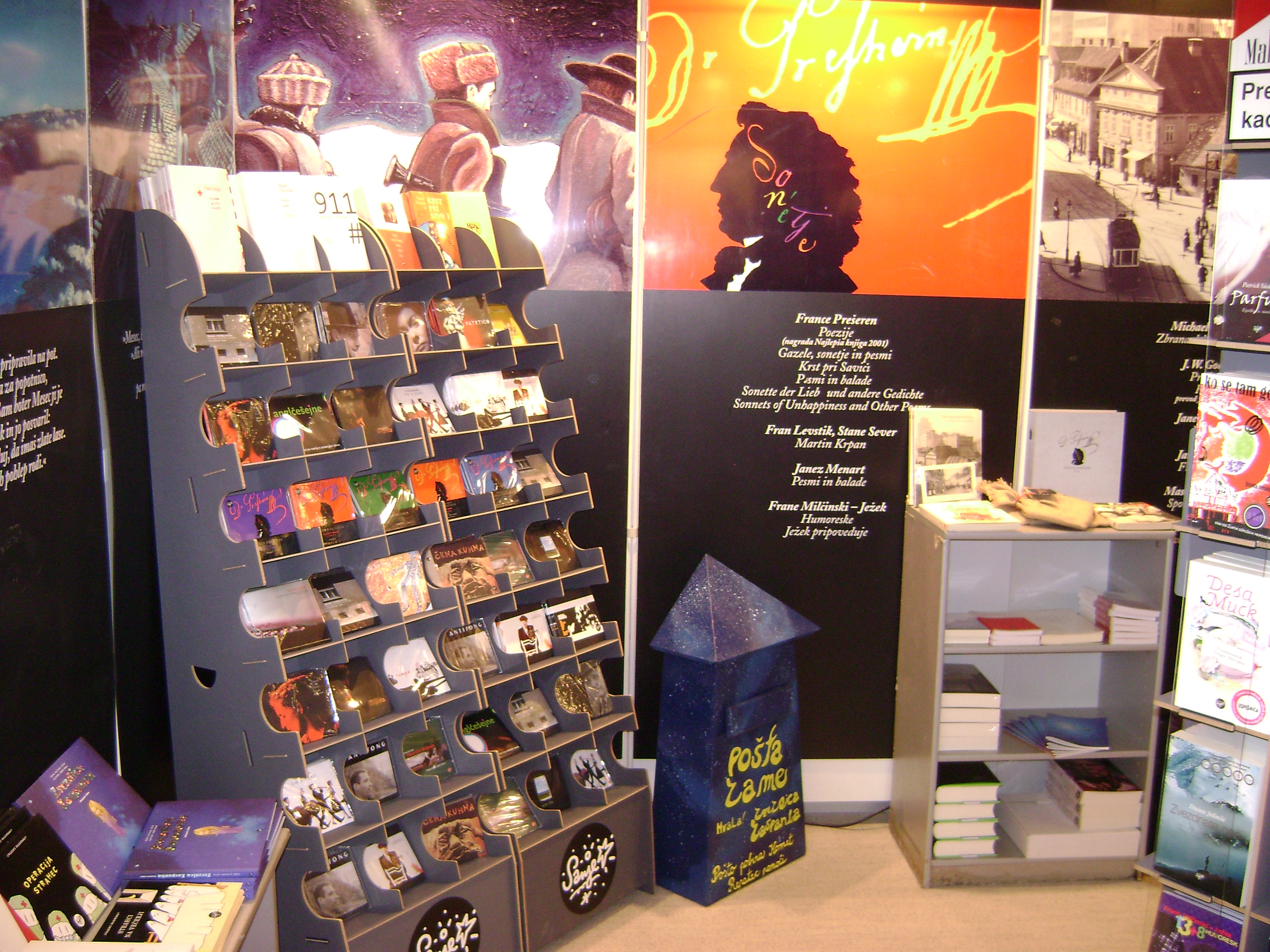
Targi książki w lublańskim centrum kulturalnym Cankarjev dom – stoisko wydawnictwa Založbe Sanje (2008)

Literatura słoweńska – dzieła literackie napisane w języku słoweńskim, powstałe od X wieku aż do współczesności, tworzone przez Słoweńców w niepodległym państwie i za granicą. Z przyczyn historycznych utwory autorów słoweńskich od początku podlegały wpływom niemieckojęzycznym, a od XIV wieku również włoskim.

## Średniowiecze

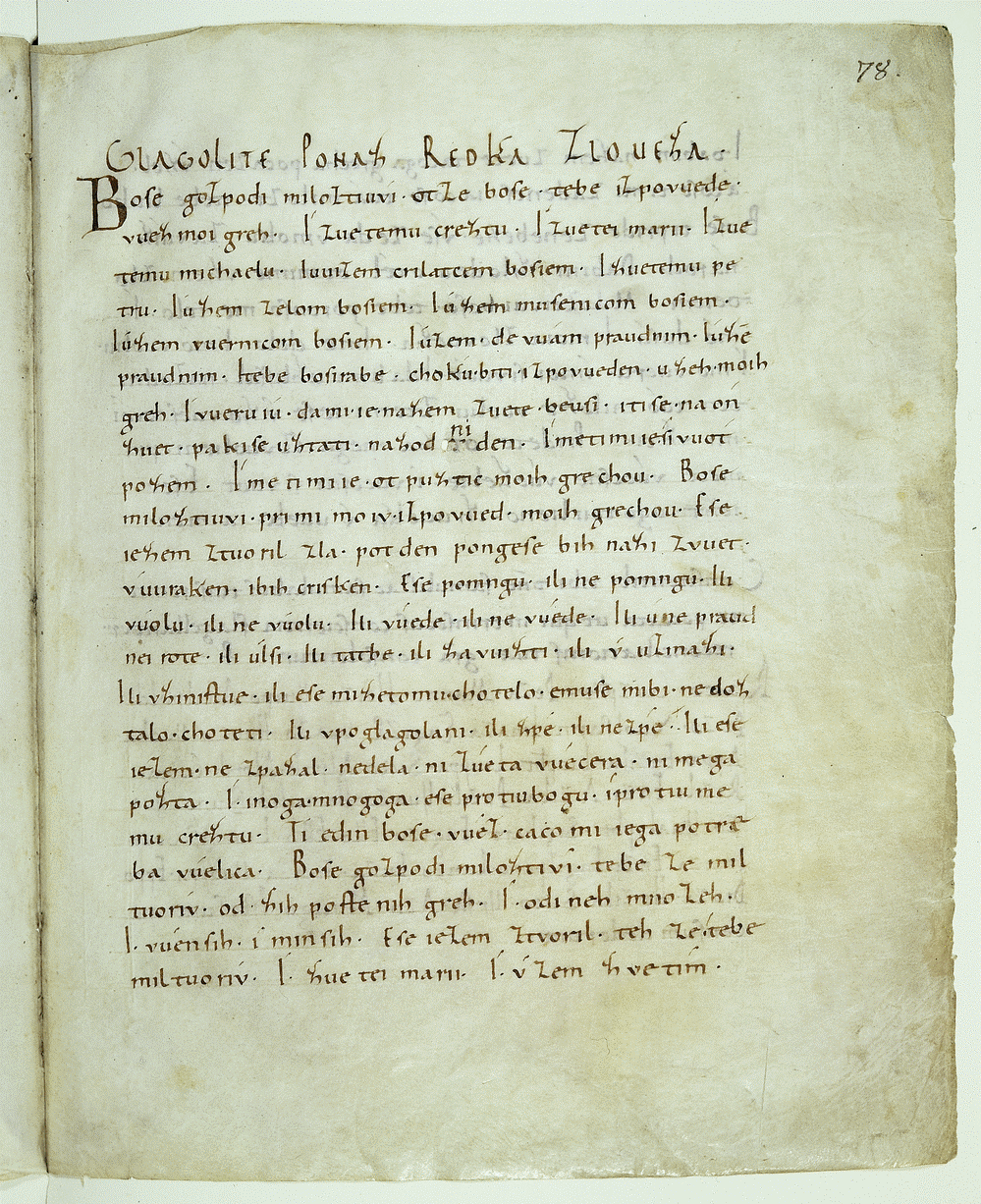
Pierwsza strona zabytków fryzyńskich (faksymile)

Najstarszymi znanymi zabytkami piśmiennictwa w języku słoweńskim są pochodzące z IX–X wieku tzw. zabytki fryzyńskie (odkryte w niemieckim Freising), których powstanie Pavel Jozef Šafárik datował na okres między 957 a 993, autorstwo zaś przypisywał Abrahamowi (są to daty zbieżne z okresem posługi Abrahama jako biskupa Fryzyngi). Składają się na nie trzy rękopisy (dwa teksty spowiedzi powszechnej i jedno kazanie) spisane przez anonimowego autora na łacińskojęzycznym kodeksie należącym do Abrahama. Wnioskuje się z tego, iż duchowieństwo posługiwało się w kontaktach z ludem językiem miejscowym (wśród kleru katolickiego przeważali obcokrajowcy). Zachowały się nieliczne zabytki języka słoweńskiego pochodzące sprzed XVI wieku, m.in. zapisy imion, nazwisk i miejscowości, a także literatura stosowana z Klasztoru Cystersów w Stičnej spisana w 1428 i 1440.

## Renesans
Nigdzie w Słowiańszczyźnie walki religijne nie wpłynęły tak silnie na charakter kultury, a nawet i po części charakter i życie narodu, jak u Słoweńców.

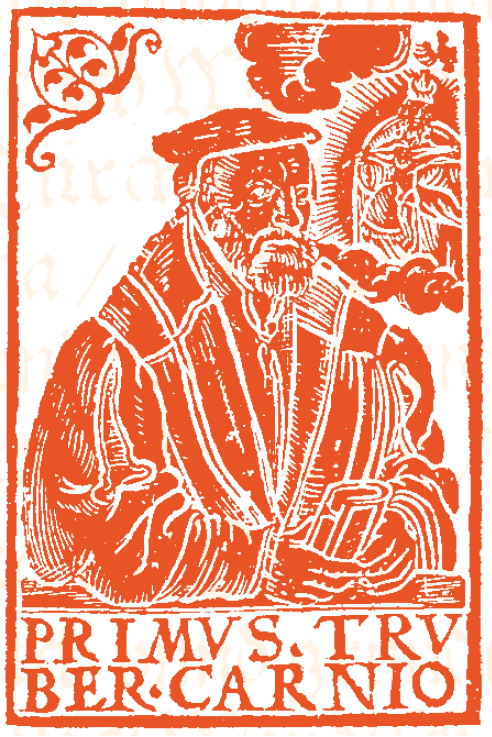
Primož Trubar na miedziorycie z wydania Nowego Testamentu

Życie kulturalne na ziemiach słoweńskich w XVI wieku, niepokojonych ekspansją Imperium Osmańskiego na Bałkany, zamierało. Mimo to na tamtejszą twórczość literacką wpływały renesansowe ideały humanizmu pochodzące zwłaszcza z Republiki Weneckiej. Szczególne znaczenie miała reformacja (zyskała one początkowe poparcie części habsburskiego dworu), której postulat wydawania Biblii w językach narodowych zyskał uznanie wśród Słoweńców. Należy zaznaczyć, iż wykształcona część tego narodu posługiwała się językiem niemieckim i łacińskim, dyskredytując słoweńszczyznę jako język literacki. Jednym z wyjątków był Primož Trubar, duchowny protestancki, który uciekł z kraju w 1547 do Norymbergi aby po kilkunastu latach powrócić, a następnie znów wyemigrować. Znany jest on jako autor pierwszych książek w języku słoweńskim (wydane zostały pod pseudonimem Philopatridus Illyricus oznaczającym „Przyjaciel Wszystkich Słoweńców”). Były to zapisane szwabachą katechizm (Catechismus. In der Windischen Sprach) oraz elementarz z katechizmem (Abeceedarium und der klein Catechismus. In der Windischen Sprach), wydane w niemieckiej Tybindzie w 1550 lub 1551 (następne książki publikowano już w alfabecie łacińskim). W 1555 Trubar dokonał translacji Ewangelii Mateusza. Po tym czasie przybył na ziemie niemieckie Jvan Ungnad, który ufundował w Urachu drukarnię wydającą książki w języku chorwackim i słoweńskim. Za namową Piotra Pawła Vergeria Trubar wydał w latach 1557–1577 w trzech częściach Nowy Testament własnego przekładu (w jednym wydaniu ukazał się on w 1582).

Przed trzydziestu czterema laty nie pisano w naszym języku nawet listów, nie mówiąc już o książkach; lud mniemał, że języki wendyjski i węgierski zanadto są grube i dzikie, żeby w nich pisać albo czytać można było.

## Barok
Pierwszy przekład całego Pisma Świętego – Biblia Dalmatina – cechujący się lepszym językiem niż wersja Trubara, ukazał się w Wittenberdze 1584 w tłumaczeniu Jurija Dalmatina. W tym samym roku Adam Bohorič wydał pierwszą książkę opisującą gramatykę języka słoweńskiego pt. Arcticae horulae succisivae, de Latino Carniolana literatura, ad Latinae linguae analogiam accommodata, unde Moshoviticae, Rutenicae, Polonicae, Bohemicae et Lusaticae lingvae, cum Dalmatica et Croatica cognatio, facile deprehenditur (posługiwano się nią aż do ok. 1840 kiedy to dokonano reformy ortografii na wzór języka czeskiego). Język słoweński rozwinął w baroku Janez Svetokriški, autor pięciu tomów kazań pt. Sacrum promptuarium. XVII wiek jest na ziemiach słoweńskich czasem zastoju. W tym okresie wydawane były tylko nieliczne książki o tematyce religijnej pisane przez kler katolicki, zaś w czasie wojny trzydziestoletniej ruch wydawniczy całkiem zamarł przy czym zachowały się wyłącznie nieliczne rękopisy, np. Hoje za Kristusom czyli O naśladowaniu Chrystusa w przekładzie Andreja Jankoviča.

## Oświecenie
W 1768 Marko Pohlin, którego celem było rozpowszechnienie języka słoweńskiego poza liturgią kościelną, wydał książkę opisującą gramatykę języka słoweńskiego (sam autor pisał o języku kraińskim nawiązując do regionu Kraina) Słoweńcy zainteresowali się ideami francuskiego oświecenia za sprawą utworzenia napoleońskich Prowincji Iliryjskich. W tamtejszych szkołach (od 1811) dopuszczono nauczanie w języku słoweńskim, co wpłynęło na szybki rozwój kultury w tym języku oraz przyśpieszyło budzenie się świadomości narodowej. W literaturze tego okresu brak jednak nawiązań do wzorców antycznych. Twórcy nie pisali satyr bojąc się zniechęcenia czytelników krytyką, starali się za to przywoływać wzorce pozytywne. Brak też było wątków erotycznych. Uprawiano wszystkie gatunki literackie wymienione w Liście do Pizonów Horacego, z tym że formy wierszowane pojawiły się dopiero pod koniec XVIII w. w Pisanicach Janeza Damascena Deva. Nie ceniono prozy, poza bajkami, z dramatów natomiast pisano tylko komedie. Praktycznym celem twórców było szkolenie języka literackiego za pomocą klasycznych form. Większość wydawnictw stanowiły publikacje o tematyce religijnej i moralizatorskiej, kalendarze i gramatyki. Ostatecznie, literatura słoweńska tej epoki nie wydała znaczących dzieł.

## Romantyzm
Kultura słoweńska rozwinęła się pod wpływem haseł romantycznych z powodu zwiększonego zainteresowała Słoweńców dziejami swojego narodu oraz tematyką ludową. Przeszkodą było rozbicie narodu pomiędzy różne kraje, brak wiodącego ośrodka literackiego oraz brak ujednoliconej pisowni. Od 1838 słoweńscy działacze narodowi starali się przekonać cenzurę Cesarstwa Austrii do wydania zgody na działalność czasopisma w ich języku (wcześniej cenzura pozwalała jedynie na sporadyczne publikacje twórczości słoweńskojęzycznych autorów w prasie niemieckojęzycznej). Pierwszą taką gazetą był almanach Kranjska čbelica (pol. Krańska Pszczółka), który ukazywał się w latach 1830-1833, zaś jego wydawcą i redaktorem naczelnym był bibliotekarz Miha Kastelic. Wokół pisma skupiła się grupa literatów, których nieformalnym liderem był Matija Čop. Większe znaczenia miały jednak Novice (pierwotny tytuł brzmiał Kmetijske in rokodelske novice) poświęcone początkowo wyłącznie sprawom gospodarczym, następnie zaś obejmujące swoją tematyką również literaturę i naukę. Cenzura narzucała pismu ubogą szatę graficzną oraz tematykę, mimo to wokół Novic skupił się słoweński ruch narodowowyzwoleńczy, a do 1848 było to jedyne dłużej działające pismo w języku słoweńskim. W 1843 redaktorem naczelnym został Janez Bleiweis, periodyk zaś ukazywał się jako „półtygodnk”. Wpływ na słoweńskich poetów epoki miała nie tylko kultura niemiecka, której idee oddziaływały na całą Europę, ale również literatura polska. Valentin Vodnik, France Prešeren oraz Stanko Vraz posługiwali się w różnym stopniu językiem polskim, a także znali polską poezję tego okresu. W latach 1839–1844 w Lublanie wydany został pierwszy zbiór ludowych pieśni słoweńskich (Sloveńske pésni kranjskego naroda), którego zebrania dokonał polski etnograf Emil Korytko (z powodu problemów z wydawcami i cenzurą miało to miejsce już po śmierci Korytki). Pozycję Prešeren w poezji słoweńskiej porównuje się do pozycji Jana Kochanowskiego w poezji polskiej, gdyż stworzył on podstawy języka poetyckiego swojego narodu. Słoweńskie spory literackie całego XIX wieku dotyczyły wyłącznie kwestii światopoglądowych oraz problemów narodu.

## Realizm
Człowiekiem, który wprowadził realizm do literatury słoweńskiej był Anton Aškerc, który w swojej twórczości nawiązywał do legend słowiańskich, początków chrześcijaństwa, podróżach po Włoszech i Rosji, tzw. filozofii Wschodu oraz aktualnych wydarzeń (takich jak wojny burskie czy stracenie José Rizala). Był on redaktorem naczelnym głównego w tym czasie pisma literackiego Ljubljanski Zvon (pol Lublański Dzwon). J.F. Magier zwrócił uwagę, iż jego ballada Amazonka przypomina Trzech Budrysów Adama Mickiewicza. W swoich późniejszych balladach poruszał zwłaszcza problematykę społeczną.

## Literatura słoweńska po 1945

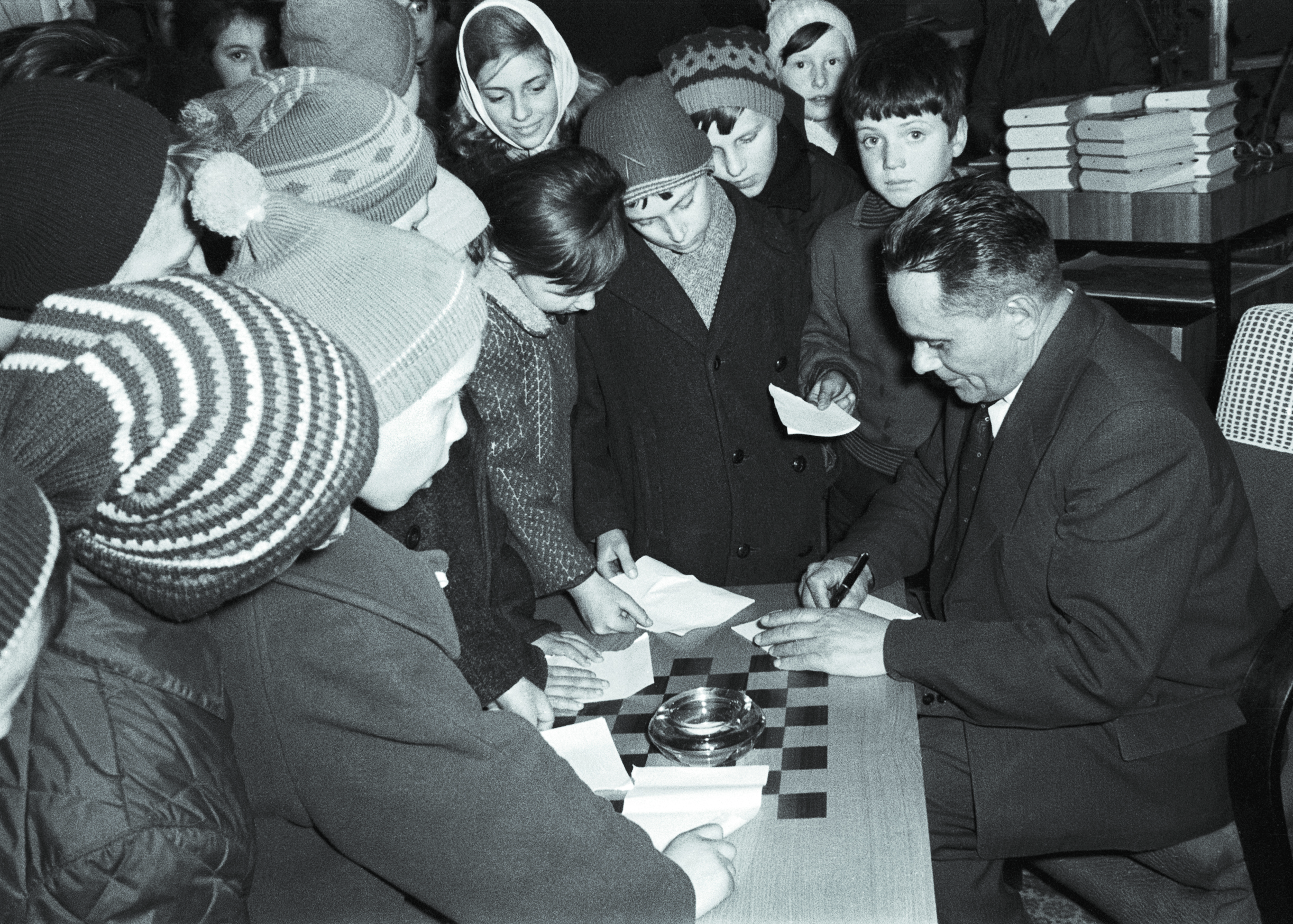
Miško Kranjec w 1964 podczas podpisywania swojej nowej powieści

W okresie po II wojnie światowej literatura cieszyła się w Jugosławii prestiżem. Na jej rozwój wpływ miały m.in. wyjazdy twórców do krajów bloku zachodniego i zawierane tam kontakty literackie (obywatele Jugosławii posiadali większą swobodą w kwestii wydawania paszportów niż mieszkańcy innych państw komunistycznych). Głównymi bohaterami powieści byli wtedy ludzie bezskutecznie szukający szczęścia oraz tęskniący za czymś bliżej nieokreślonym. W 1957 nastąpił podział Wolnego Terytorium Triestu pomiędzy Republikę Włoską a Socjalistyczną Federacyjną Republikę Jugosławii. Słoweńscy pisarze, którzy w wyniku podziału stali się mieszkańcami włoskiego terytorium skarżyli się na nieprzychylność włoskich mediów i niedobór tłumaczy ze słoweńskiego na włoski, a Marko Kravos zwrócił uwagę na brak zrozumienia odmiennych tradycji literackich włoskich Słoweńców przez jugosłowiańską krytykę. Panuje zgodna opinia, iż władze Jugosławii bardziej interesowały się słoweńską mniejszością we Włoszech niż władze obecnej Słowenii (jednakże finansowanie publikacji dzieł tych twórców przez SFRJ wymagało politycznego podporządkowania). Na przełomie lat 60. i 70. stosunki polityczne między Włochami a Jugosławią poprawiły się w związku z czym zaczęły powstawać organizacje pozarządowe, których celem było krzewinie dialogu międzykulturowego, zaś dwaj włoscy pisarze, Fulvio Tomizza i Enzo Bettiza publicznie przyznali, że czują się „pół-Słoweńcami”. W okresie socrealizmu poeci powrócili do romantycznej uczuciowości, a „piękno ducha” miało być odpowiedzią na „brzydotę świata”. Prąd ten wyewoluował następnie w nurt krytyczny (pogardliwie nazywamy „sentymentalnym humanizmem”), tez zaś skończył się wraz z pesymistyczną poezją Dana Zajca i Gregora Strnišy. Tomaž Šalamun był głównym twórcą w nurcie reizmu, odrzucającego tematykę egzystencjalną oraz skłaniającego się ku eksperymentom językowym. Sam Šalamun, jako członek grupy OHO, pisał poezję wizualną i konkretną a swoją twórczością wpłynął na pisarzy takich jak Andrej Brvar, Milan Jesih, Jure Potokar i Aleš Debeljak. Postmodernizm pojawił się w słoweńskiej literaturze w latach 80., a przedstawicielami tego nurtu byli pisarze tacy jak Andrej Blatnik, Andrej Morovic, Igor Zabel, Boštjan Seliškar, Vlado Žabot, Jani Virk, Feri Lainšček i Aleksa Šušulić. Należą oni do tzw. pokolenia „młodej prozy słoweńskiej”, do których zaliczano pisarzy urodzonych ok. 1960. Ich twórczość cechowała się indywidualizmem oraz łamaniem obowiązujących kanonów. W latach 80. i 90. nastąpił renesans twórczości Srečka Kosovela do czego przyczyniła się nowofalowa grupa muzyczna Laibach oraz grupa artystyczna Novi Kolektivizem. Dzieła zebrane Kosovela nie doczekały się ponownego wydania, dlatego z czasem część egzemplarzy bibliotecznych zaginęła.

## Literatura słoweńska po 1991

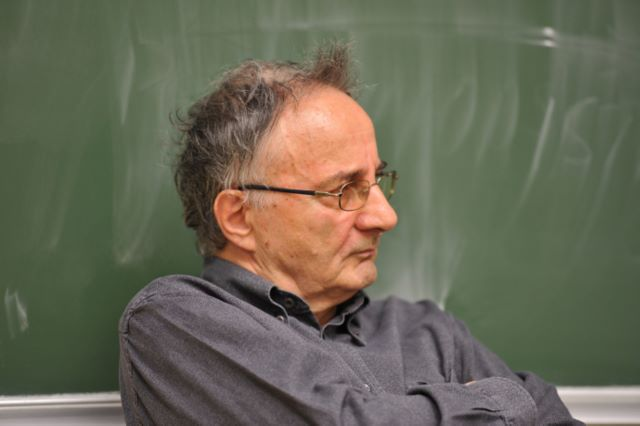
Lado Kralj, słoweński pisarz wyróżniony w 2011 nagrodą Fabula za książkę Kosec koso brusi uznaną za najlepszy zbiór opowiadań

23 grudnia 1990 88,8% Słoweńców biorących udział w referendum opowiedziało się za odłączeniem od Jugosławii, a 25 czerwca 1991 Słowenia proklamowała niepodległość. W latach 80. i 90. jednym z wiodących gatunków literackich wśród słoweńskich pisarzy był esej. Pojawiał się on w twórczości najpopularniejszych oraz najbardziej cenionych autorów każdego pokolenia. Poruszali oni szczególnie tematykę egzystencjalną, problemy natury procesów twórczych oraz refleksje nad przeszłością narodu. Nierzadkie były również eseje biograficzne. Wnioski i obserwacje związane z transformacją ustrojową widoczne są w esejach m.in. Matjaža Kmecla, Draga Jančara i Aleša Debeljaka.
W pierwszą dekadę po rozpadzie Jugosławii popularność powieści została w literaturze słoweńskiej wyparta przed krótką prozę (ang. short short stories). Przykładem tego typu formy może być 50 opowiadań Aleša Čara zebranych w tomie Made in Slovenia. Takie opowiadania znajdziemy również w twórczości pisarzy takich jak Boštjan Seliškar, Andrej Blatnik czy Dušan Čater (bohaterowie jego prozy to niezrozumiali przez otoczenie samotnicy, artyści zmagający się z alkoholizmem). Zdaniem Toma Virka powodem sukcesu tej formy jest

radykalny metafizyczny nihilizm, który wewnętrzny kryzys podmiotu doprowadził do mistrzostwa, a podmiot - tak jak typowe krótkie opowiadanie swojego bohatera - pozostawił w tym kryzysie osamotniony, fragmentarycznie wyrwany z całości sensy i doprowadzony przez to do pustki, która skłania się już ku absurdowi albo irracjonalności.

Wśród dramatu wyróżnia się Lekka droga Draga Jančara podejmująca tematykę globalizacji (napisana w 2003, miała swoją prapremierę w 2008 w Belgradzie, zaś słoweńska premiera odbyła się rok później w Lublanie). Akcja dzieje się w okresie po zakończeniu prywatyzacji – w rzeczywistości proces ten zakończył się w 2007 wraz ze sprzedażą Narodowego Banku Kredytowego Maribor, ostatniego dużego przedsiębiorstwa państwowego, co było pokłosiem referendum ze stycznia 2003 i stanowiło cezurę w procesie transformacji gospodarczej Słowenii). Jančar wykorzystując postać Maksa Globokara, finansisty zmieniającego swój światopogląd po odwiedzeniu kościoła położonego w idyllicznej scenerii wsi styryjskiej, krytykuje procesy globalizacyjne oraz przestrzega przed utratą tradycyjnych wartości.
Wraz z rozpadem Jugosławii słoweńskie wydawnictwa został sprywatyzowane, a większość z nich połączyła się w jedno z dwóch przedsiębiorstw: DZS i Mladinska knjiga (podczas kryzysu finansowego rozpoczętego w 2007 69% akcji tej firmy zostało wykupionych przez banki). W kraju tym działa ok. 100 wydawców, 140 księgarń (w tym 50 należących do DZS i 47 należących do Mladinska knjiga) i 48 bibliotek publicznych, zaś przeciętny nakład wynosi ok. 1000 egzemplarzy przy średniej cenie książki 19,29 euro. W 1999 założona została organizacja pozarządowa Center za slovensko književnost (ang. Centre for Slovenian Literature), której zadaniem jest promocja literatury słoweńskiej na arenie międzynarodowej, w tym inicjowanie tłumaczeń utworów słoweńskojęzycznych pisarzy na języki obce. 30 stycznia 2014 słoweński parlament uchwalił prawo ustanawiające trwającą sześć miesięcy od daty premiery stałą cenę książki. Prawo to obejmuje tradycyjne książki, e-booki oraz audiobooki i dotyczy klientów indywidualnych. W 2014 na terenie Słowenii ukazało się 3514 książek słoweńskojęzycznych autorów (co stanowi 66% wszystkich wydanych tytułów), w tym 713 pozycji literatury pięknej.

## Grupy i kierunki literackie
- OHO – neoawangardowa grupa pisarzy i plastyków, działająca w latach 1966–1971[77]
- Słoweńska Moderna – nurt modernistyczny w literaturze słoweńskiej na przełomie XIX i XX w.[78]

## Galeria

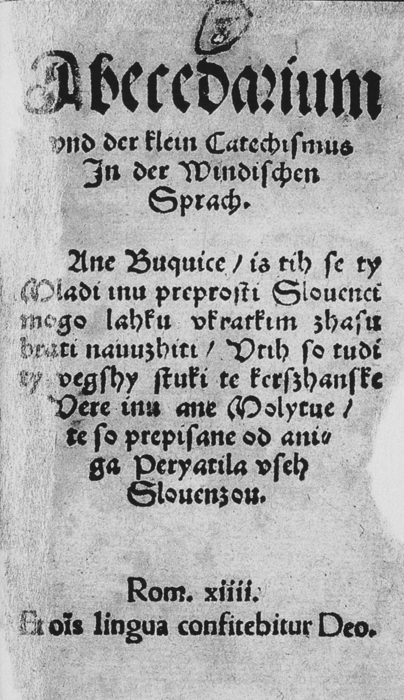
Abecedarium i Catechismus Primoža Trubara...
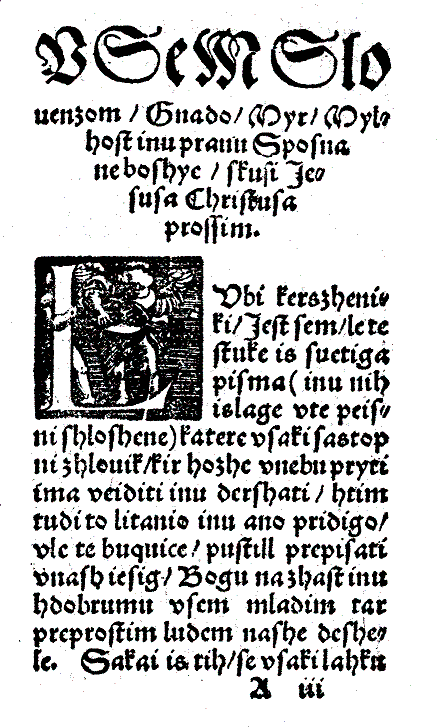
...to pierwsze książki wydane w języku słoweńskim.
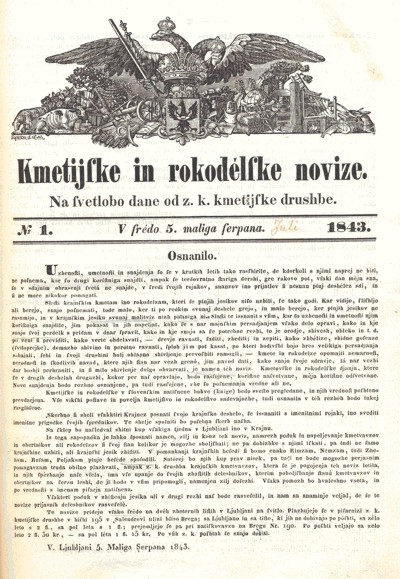
Kmetijske in rokodelske novice – strona tytułowa z 1843.
- Carinthia – słoweńska gazeta z 1843 wydawana po niemiecku.